# Janina Brzostowska

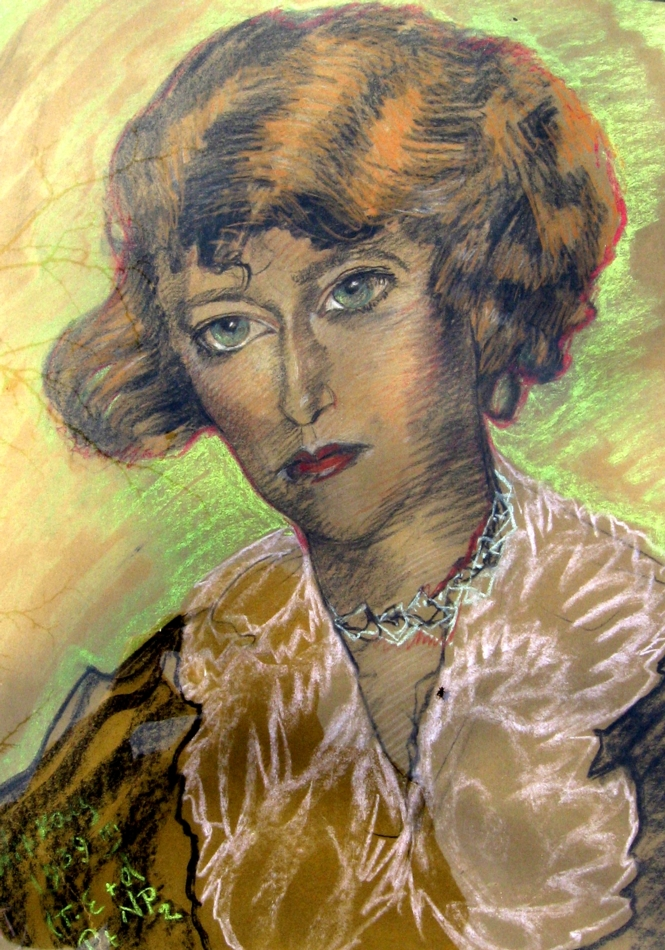
portret Stanisława Ignacego Witkiewicza z 1939 roku

Janina Brzostowska (ur. 9 lipca 1897 w Wadowicach, zm. 18 marca 1986 w Warszawie) – poetka, tłumaczka, powieściopisarka.

## Życiorys
Córka Jana Dorozińskiego, dyrektora gimnazjum w Wadowicach, autora podręcznika psychologii dla klas maturalnych, i Julii z d. Berner. Ukończyła gimnazjum klasyczne, później polonistykę i romanistykę na Uniwersytecie Jagiellońskim. Wyszła za mąż za kapitana Ludomira Bończę-Brzostowskiego. Przez pewien czas mieszkała we Lwowie, gdzie jej mąż uzyskał doktorat prawa na tamtejszym uniwersytecie. Następnie małżeństwo osiadło w Warszawie.

Janina Brzostowska stała się najmłodszym członkiem grupy literackiej Czartak, założonej przez Emila Zegadłowicza. Zadebiutowała w 1924 r. („Szczęście w cudzym mieście” - wiersze, publikacja datowana 1925). W latach 1938–1939 redagowała pismo „Skawa”. Wydała 18 tomików poezji i w 1981 r. „Poezje zebrane”, po roku 1981 wiersze w czasopismach literackich. Napisała trzy powieści: „Kobieta zdobywa świat”, „Bezrobotni Warszawy” i „Lubuskie dziewanny”. Publikowała w czasopismach.
Jako pierwsza przetłumaczyła na polski ze starogreckiego wszystkie wiersze Safony. Z niemieckiego przełożyła wiersze, których autorami są: Elisabeth Borchers, Karl Krolow, Rainer Maria Rilke, Georg Maurer i Guenter Kunert; z bułgarskiego: Weselin Chanczew; ze słowackiego: Jan Kostra; z czeskiego: Jaroslav Seifert - pierwsze tłumaczenia na polski, 20 lat przed Nagrodą Nobla i wszystkimi innymi tłumaczeniami.
Cechą charakterystyczną poezji Brzostowskiej jest refleksyjność, nie przejawiająca się jednak  jako zwykłe dążenie do celnej pointy. Alfred Łaszowski zauważył, że u poetki refleksja pełni funkcję inspiracji twórczej. Myśl owocuje w postaci bezpośrednio wywołanego przez nią wzruszenia. [...] Cała sztuka polega tu właściwe na tym, żeby sentencja nie była obcym ciałem wiersza. Trzeba więc [...] w pewnej mierze uczynić myśl wszechobecną, ale niewidzialną.
Poetka była jedną z założycielek International Academy of Poetry w Cambridge w Anglii. 
Poezje Janiny Brzostowskiej tłumaczono na angielski, bułgarski, czeski, esperanto, francuski, hebrajski, hiszpański, niemiecki, portugalski, rumuński, słowacki, ukraiński i włoski. Przekłady ukraińskie i hebrajskie doczekały się wydań książkowych w 2002 i 2003 r., przekłady niemieckie w 2016 r.
Była matką Witolda Brostowa, profesora University of North Texas w Denton, dr. h.c. Politechniki Lwowskiej.

## Ważniejsze publikacje
Poezje:
- Poezje zebrane. Warszawa: Ludowa Spółdzielnia Wydawnicza 1981.
- Dwuskrzydłe światło : poezje wybrane = Dvokrile cvitlo : vibrani poezii. Lwów: Wydawnictwo Politechniki Lwowskiej, 2002. - Tekst równol. pol. i ukr.
- Myśli o szczęściu. Jerusalem: Carmel Publishing House, 2003. - Tekst równol. pol. i hebr.
- Dwuskrzydłe światło - Zweiflügellicht. Kraków: Wydaw. i Drukarnia Towarzystwa Słowaków w Polsce, 2016. - Tekst równol. pol., niem.

Przekłady:
- Safona: Pieśni. Warszawa: Państ. Instytut Wydawniczy 1961.  Wyd. nast.: wyd. 2, 1969, wyd. 3, 1978.
- Jaroslav Seifert: Liryki. - Warszawa: Państ. Instytut Wydawniczy 1961 Wyd. nast. 1984.

## O poetce
- Alfred Łaszowski: O twórczości Janiny Brzostowskiej, Poezja nr 2, 1978, s. 55–64.
- Współcześni polscy pisarze i badacze literatury : słownik biobibliograficzny. T. 1, A–B., Warszawa, 1994, s. 318–319.